# Tornado di classe F5
Questa è una lista dei tornado registrati di categoria 5 della scala Fujita.

## Tornado ufficialmente F5
I tornado della lista sono stati ufficialmente classificati F5 dal National Weather Service e compilato dallo Storm Prediction Center e National Climatic Data Center. Nessun tornado prima del 1950 è stato catalogato essendo la qualità dei dati inadeguata.
Totale: 52
| Data             | Località                                                                   | Morti | Classificazione controversa                                |
| 29 giugno 1764   | Woldegk, Germania                                                          | 1     |                                                            |
| 11 maggio 1953   | Waco, Texas                                                                | 114   |                                                            |
| 29 maggio 1953   | Fort Rice, Dakota del Nord                                                 | 2     |                                                            |
| 8 giugno 1953    | Flint, Michigan                                                            | 116   |                                                            |
| 27 giugno 1953   | Adair, Iowa                                                                | 1     |                                                            |
| 5 dicembre 1953  | Vicksburg, Mississippi                                                     | 38    | Sì, distrugge strutture che sono fragili                   |
| 25 maggio 1955   | Blackwell, Oklahoma                                                        | 20    |                                                            |
| 25 maggio 1955   | Udall, Kansas                                                              | 80    |                                                            |
| 3 aprile 1956    | Grand Rapids, Michigan - Hudsonville, Michigan                             | 18    |                                                            |
| 20 maggio 1957   | Kansas - Missouri                                                          | 44    |                                                            |
| 20 giugno 1957   | Fargo, Dakota del Nord                                                     | 10    |                                                            |
| 18 dicembre 1957 | Murphysboro, Illinois                                                      | 1     |                                                            |
| 4 giugno 1958    | Menomonie, Wisconsin                                                       | 20    |                                                            |
| 10 febbraio 1959 | Ellisville, Missouri - Saint Louis, Missouri - Contea di Madison, Illinois | 21    |                                                            |
| 5 maggio 1960    | Prague, Oklahoma                                                           | 3     |                                                            |
| 3 aprile 1964    | Wichita Falls, Texas                                                       | 7     |                                                            |
| 5 maggio 1964    | Bradshaw, Nebraska                                                         | 2     |                                                            |
| 8 maggio 1965    | Gregory, Dakota del Sud                                                    | 0     |                                                            |
| 3 marzo 1966     | Jackson, Mississippi                                                       | 57    |                                                            |
| 8 giugno 1966    | Topeka, Kansas                                                             | 16    |                                                            |
| 14 ottobre 1966  | Belmond, Iowa                                                              | 16    | Sì                                                         |
| 23 aprile 1968   | Gallipolis, Ohio                                                           | 7     | Sì, ha distrutto strutture che non sono state spazzate via |
| 15 maggio 1968   | Charles City, Iowa                                                         | 13    |                                                            |
| 15 maggio 1968   | Oelwein, Iowa                                                              | 1     |                                                            |
| 13 giugno 1968   | Tracy, Minnesota                                                           | 9     |                                                            |
| 11 maggio 1970   | Lubbock, Texas                                                             | 28    |                                                            |
| 21 febbraio 1971 | Delhi, Louisiana                                                           | 46    |                                                            |
| 6 maggio 1973    | Valley Mills, Texas                                                        | 0     |                                                            |
| 3 aprile 1974    | Hanover, Indiana - Depauw, Indiana                                         | 6     |                                                            |
| 3 aprile, 1974   | Brandenburg, Kentucky                                                      | 31    |                                                            |
| 3 aprile 1974    | Xenia, Ohio                                                                | 32    |                                                            |
| 3 aprile, 1974   | Sayler Park (Cincinnati, Ohio)                                             | 3     |                                                            |
| 3 aprile 1974    | Tanner, Alabama                                                            | 28    |                                                            |
| 3 aprile 1974    | Guin, Alabama                                                              | 30    |                                                            |
| 26 marzo 1976    | Spiro, Oklahoma                                                            | 2     |                                                            |
| 19 aprile 1976   | Brownwood, Texas                                                           | 0     |                                                            |
| 13 giugno 1976   | Jordan, Iowa                                                               | 0     |                                                            |
| 4 aprile 1977    | Birmingham, Alabama                                                        | 22    |                                                            |
| 16 luglio 1979   | Cheyenne, Wyoming                                                          | 1     |                                                            |
| 2 aprile 1982    | Broken Bow, Oklahoma                                                       | 0     |                                                            |
| 7 giugno 1984    | Barneveld, Wisconsin                                                       | 9     |                                                            |
| 31 maggio 1985   | Niles, Ohio - Wheatland, Pennsylvania                                      | 18    |                                                            |
| 13 marzo 1990    | Hesston, Kansas                                                            | 1     |                                                            |
| 13 marzo 1990    | Goessel, Kansas                                                            | 1     |                                                            |
| 28 agosto 1990   | Plainfield, Illinois                                                       | 29    |                                                            |
| 26 aprile 1991   | Andover, Kansas                                                            | 17    |                                                            |
| 16 giugno 1992   | Chandler, Minnesota                                                        | 1     |                                                            |
| 18 luglio 1996   | Oakfield, Wisconsin                                                        | 2     |                                                            |
| 27 maggio 1997   | Jarrell, Texas                                                             | 27    |                                                            |
| 8 aprile 1998    | Oak Grove, Alabama - Birmingham, Alabama                                   | 32    |                                                            |
| 16 aprile 1998   | Contea di Lawrence, Tennessee                                              | 3     |                                                            |
| 3 maggio 1999    | Bridge Creek, Oklahoma - Moore, Oklahoma                                   | 36    |                                                            |
| 22 giugno 2007   | Elie, Manitoba, Canada                                                     | 0     |                                                            |

## Potenziamento ufficiale della scala Fujita (EF5)
A partire dal 1º febbraio, 2007, tutti i tornado negli USA sono stati catalogati con la Scala Fujita Avanzata che rinnova la Scala Fujita. La seguente Lista di tornado EF5 contiene tutti i tornado definiti come EF5, la più forte categoria, fin dal 1º febbraio 2007.
Totale: 9.
| Date           | Luoghi                                                                      | Morti | Wikipedia articolo                     |
| 4 maggio 2007  | Greensburg, Kansas                                                          | 11    | maggio 2007 Tornado outbreak           |
| 25 maggio 2008 | Parkersburg, Iowa                                                           | 9     | 2008 Parkersburg–New Hartford tornado  |
| 27 aprile 2011 | Philadelphia, Mississippi                                                   | 3     | 2011 Philadelphia, Mississippi tornado |
| 27 aprile 2011 | Hamilton - Hackleburg - Phil Campbell - Mt Hope - Tanner -Harvest, Alabama. | 71    | 2011 Hackleburg-Phil Campbell tornado  |
| 27 aprile 2011 | Smithville, Mississippi                                                     | 23    | 2011 Smithville tornado                |
| 27 aprile 2011 | Rainsville-Sylvania-Rising Fawn. Alabama-Georgia                            | 25    | 2011 Rainsville tornado                |
| 22 maggio 2011 | Joplin, Missouri                                                            | 158   | Tornado di Joplin del 2011             |
| 24 maggio 2011 | Hinton - Calumet - El Reno - Piedmont - Guthrie, Oklahoma                   | 9     | 2011 El Reno–Piedmont tornado          |
| 20 maggio 2013 | Moore, Oklahoma                                                             | 24    | 2013 Moore tornado                     |

## Possibili tornado F5/EF5
Questi sono i tornado che sono stati analizzati per essere F5 o possibili F5 da un'autorevole ricerca.
| Data              | Luogo | Morti | Motivo della categorizzazione come F5                                                                     |
| 23 aprile 1800    | Hainichen, Germania | 0     | Basandosi su un articolo di giornale                                                                      |
| 19 agosto 1845    | Montville, Francia | 70    | Classificazione non verificata di F5 da "esperti di tornado"                                              |
| 24 aprile 1880    | Contea di Christian, Illinois                                                                                                 | 6-11  | Le case sono state spianate e fattorie scomparse                                                          |
| 12 giugno 1881    | Contea di Nodaway, Missouri                                                                                                   | 2     | Due fattorie completamente spazzate via                                                                   |
| 17 giugno 1882    | Contea di Boone, Iowa - Contea di Story, Iowa - Contea di Marshall, Iowa - Contea di Jasper, Iowa - Contea di Poweshiek, Iowa | 68    | Diverse fattorie spianate, la città di Grinnell, Iowa, devastata                                          |
| 21 agosto 1883    | Rochester, Minnesota - Contea di Dodge, Minnesota                                                                             | 122   | Dieci fattorie fuori città spianate                                                                       |
| 1º aprile, 1884   | Oakville, Indiana | 8     | Parti della città "svanite"                                                                               |
| 28 agosto 1884    | Howard, Dakota del Sud | ?     | [ senza fonte ]                                                                                           |
| 15 giugno 1892    | Contea di Faribault, Minnesota - Contea di Freeborn, Minnesota - Contea di Steele, Minnesota                                  | 9     | Diverse fattorie distrutte                                                                                |
| 22 maggio 1893    | Darlington, Wisconsin | 3     | Due complessi di fattorie spazzati via                                                                    |
| 6 luglio 1893     | Contea di Cherokee, Iowa - Contea di Buena Vista, Iowa - Contea di Pocahontas, Iowa - Contea di Calhoun, Iowa                 | 71    | Case spazzate via in tutti e quattro i paesi                                                              |
| 21 settembre 1894 | Iowa - Minnesota | 14    | Cinque fattorie e una casa sono stati spazzati via lasciando piccole tracce                               |
| 1º maggio, 1895   | Contea di Sedgwick, Kansas | 8-11  | Fattorie "svanite enteramente"                                                                            |
| 3 maggio 1895     | Contea di Sioux, Iowa | 9-15  | Fattorie spazzate via                                                                                     |
| 25 aprile 1896    | Contea di Cloud, Kansas - Contea di Clay, Kansas - Contea di Washington, Kansas                                               | 9-11  | [ senza fonte ]                                                                                           |
| 15 maggio 1896    | Sherman, Texas - Contea di Grayson, Texas                                                                                     | 73    | Fattorie, 20 case spianate                                                                                |
| 17 maggio 1896    | Nemaha - Contea di Brown (Kansas) - Nebraska                                                                                  | 25    | Teatro lirico a Seneca spazzato via, assieme ad alcune fattorie                                           |
| 25 maggio 1896    | Contea di Oakland | 47    | Case e fattorie spianate                                                                                  |
| 25 novembre 1896  | Mart (Texas) | 1     | [ senza fonte ]                                                                                           |
| 18 maggio 1898    | Contea di Marathon | 12    | Dodici fattorie distrutte                                                                                 |
| 12 giugno 1899    | Contea di St. Croix - New Richmond (Wisconsin)                                                                                | 117   | Spianati alcuni palazzi, distrutta la città                                                               |
| 20 novembre 1900  | Moon Lake (Mississippi) - Lagrange (Tennessee)                                                                                | 30    | [ senza fonte ]                                                                                           |
| 8 maggio 1905     | Marquette (Kansas) | 34    | [ senza fonte ]                                                                                           |
| 10 maggio 1905    | Snyder (Oklahoma) | 97    | Molte strutture spazzate via                                                                              |
| 5 giugno 1905     | Colling (Michigan) | 5     | Tre fattorie "ripulite dall'esistenza"                                                                    |
| 23 aprile 1908    | Pender (Nebraska) | 3     | Case ben costruite spazzate via                                                                           |
| 5 giugno 1908     | Carleton (Nebraska) | 11    | Fattorie svanite                                                                                          |
| 20 agosto 1911    | Antler (Dakota del Nord) | 7     | [ senza fonte ]                                                                                           |
| 15 giugno 1912    | Creighton (Missouri) | 5     | Due grandi case spazzate via                                                                              |
| 11 giugno 1915    | Mullinville (Kansas) | 0     | Una fattoria soffiata via                                                                                 |
| 25 maggio 1917    | Sedgwick (Kansas) | 23    | Molte strutture spazzate via                                                                              |
| 26 maggio 1917    | Contea di Monroe (Indiana) | 0     | Tre fattorie spazzate via                                                                                 |
| 21 maggio 1918    | Contea di Boone (Iowa) | 9     | Poco meno di due fattorie spazzate via                                                                    |
| 21 maggio 1918    | Denison (Iowa) | 4     | Case sradicate dalle fondamenta                                                                           |
| 22 giugno 1919    | Fergus Falls (Minnesota) | 57    | Tre palazzi spazzati via, case finite nel lago                                                            |
| 20 aprile 1920    | Contea di Winston (Alabama)                                                                                                   | 20    | Molte case spazzate via                                                                                   |
| 22 luglio 1920    | Frobisher - Alameda, Saskatchewan                                                                                             | 4     | "Splendide case" spazzate via                                                                             |
| 11 marzo 1923     | Pinson (Tennessee) | 20    | Un'intera sezione del paese spazzato via                                                                  |
| 14 maggio 1923    | Big Spring (Texas) | 23    | Una gran parte di case e fattorie spazzate via                                                            |
| 21 settembre 1924 | Contea di Clark - Contea di Taylor (Wisconsin)                                                                                | 18    | Venti fattorie distrutte, alcune appiattite                                                               |
| 18 marzo 1925     | Missouri - Illinois - Indiana                                                                                                 | 695   | Centinaia di strutture distrutte                                                                          |
| 3 giugno 1925     | Pottawattamie - Contea di Harrison (Iowa)                                                                                     | 0     | Simile al prossimo tornado, guarda sotto                                                                  |
| 3 giugno 1925     | Pottawattamie - Contea di Harrison (Iowa)                                                                                     | 0     | Parti di due fattorie e alcune case spazzate via, ma loro potrebbero essere colpite da entrambi i tornado |
| 12 aprile 1927    | Rock Springs (Texas) | 74    | Spazzato via più del 90% del paese                                                                        |
| 7 maggio 1927     | McPherson (Kansas) | 10    | Alcune fattorie spazzate via                                                                              |
| 1º giugno, 1927   | Neede, Paesi Bassi | ?     | Alcune foto del tornado F5 e i danni                                                                      |
| 10 aprile 1929    | Sneed (Arkansas) | 23    | Distruzione della comunità                                                                                |
| 24 luglio 1930    | Volpago del Montello, Italia                                                                                                  | 23    | Venti fino a 500 km/h. Stima Tornado and Storm Research Organization                                      |
| 20 luglio 1931    | Lublino, Polonia | ?     | F5 non verificato da esperti meteorologi                                                                  |
| 22 maggio 1933    | Tryon (Nebraska) | 8     | Due fattorie spazzate via                                                                                 |
| 1º luglio, 1935   | Benson, Saskatchewan | 31    | Diverse strutture spianate                                                                                |
| 5 aprile 1936     | Tupelo (Mississippi) | 216   | Spianate molte case ben costruite                                                                         |
| 26 aprile 1938    | Oshkosh (Nebraska) | 3     | Scuola disintegrata, due fattorie spazzate via                                                            |
| 10 giugno 1938    | Clyde (Texas) | 14    | Nove case spazzate via                                                                                    |
| 14 aprile 1939    | Vici (Oklahoma) - Kiowa (Kansas)                                                                                              | 7     | Case spazzate via                                                                                         |
| 15 luglio 1940    | Borzymmen (Borzymy), Mazury, Polonia                                                                                          | 1     | Classificato come F4, rapporto non verificato cita danni come F4-F5                                       |
| 16 marzo 1942     | Lacon (Illinois) | 7     | Molte case spazzate via                                                                                   |
| 28 aprile 1942    | Crowell (Texas) | 11    | Molte case "svanite"                                                                                      |
| 29 aprile 1942    | Oberlin (Kansas) | 15    | Tre fattorie spazzate via dalla faccia della terra                                                        |
| 17 giugno 1944    | Summit (Dakota del Sud) | 8     | Fattorie spazzate via senza detriti visibili                                                              |
| 12 aprile 1945    | Antlers (Oklahoma) | 69    | Seicento edifici distrutti                                                                                |
| 20 agosto 1946    | Klodzko Slaskie, Polonia | ?     | Non verificato danno cita simile ai danni provocati da "F4-F5"                                            |
| 9 aprile 1947     | Woodward (Oklahoma) | 181   | Alcuni paesi parzialmente o completamente distrutti                                                       |
| 31 maggio 1947    | Leedey (Oklahoma) | 6     | Molte strutture spazzate via senza detriti                                                                |
| 26 settembre 1951 | Waupaca (Wisconsin) | 6     | Tre fattorie spazzate via                                                                                 |
| 9 giugno 1953     | Worcester (Massachusetts) | 94    | Molte forti strutture a più piani spianati, alcune case spazzate via                                      |
| 1º maggio, 1954   | Crowell - Vernon (Texas) - Snyder (Oklahoma)                                                                                  | 0     | Veicoli lanciati a più di 100 yard                                                                        |
| 16 giugno 1957    | Robecco Pavese, Valle Scuropasso, Italia                                                                                      | 6     | Secondo al rapporto, non è chiaro se i danni fossero da F4 o F5                                           |
| 10 giugno 1958    | El Dorado | 15    | Macchina lanciata a più di 100 yard, foto del disastro incluse                                            |
| 19 maggio 1960    | Wamego | 0     | Due fattorie spazzate via                                                                                 |
| 20 maggio 1960    | Nechobrz, Polonia | ?     | Rapporto non verificato di danno da "F4-F5"                                                               |
| 30 maggio 1961    | Anselmo (Nebraska) | 0     | Tutte le costruzioni e i macchinari spazzati via dalla fattoria                                           |
| 11 aprile 1965    | Dunlap (Indiana) | 36    | Camion fermato e casa spianata                                                                            |
| 11 aprile 1965    | Strongsville (Ohio) | 18    | Case spazzate via                                                                                         |
| 8 maggio 1965     | Primrose (Nebraska) | 4     | 90% del paese demolito                                                                                    |
| 24 giugno 1967    | Palluel, Francia | 6     | F5 non verificato                                                                                         |
| 1º gennaio 1970   | Bulahdelah, New South Wales                                                                                                   | 0     | [ senza fonte ]                                                                                           |
| 31 luglio 1987    | Edmonton, Alberta | 27    | [ 6 ] |
| 26 aprile 1991    | Red Rock, Oklahoma | 1     | Doppler radar usato dagli inseguitori di tempeste indicava un vento a velocità di classe F5               |
| 8 giugno 1995     | Kellerville (Texas) | 1     | Progetto VORTEX sopravvive all'F5, una casa venne spazzata via                                            |
| 28 aprile 2002    | La Plata, Maryland | 3     | Inizialmente classificato F5, fu declassato ad F4 dopo l'analisi dei danni                                |
| 4 maggio 2003     | Girard - Franklin (Kansas) | 1     | [ senza fonte ]                                                                                           |
| 27 aprile 2011    | Houston-New Wren, Mississippi                                                                                                 | 4     | Possibili danni EF5 non verificati                                                                        |
| 27 aprile 2011    | Tuscaloosa - Birmingham, Alabama                                                                                              | 64    | Danni EF5 non confermati                                                                                  |
| 24 maggio 2011    | Chickasha - Blanchard, Oklahoma                                                                                               | 1     | Possibili danni EF5 su molteplici strutture                                                               |
| 24 maggio 2011    | Bradley - Washington - Goldsby, Oklahoma                                                                                      | 0     | Possibili danni EF5 su molteplici strutture                                                               |
| 31 maggio 2013    | El Reno, Oklahoma | 8     | Radar Doppler indicante velocità del vento a oltre 480 km/h che indicherebbe il grado EF5                 |
| 27 aprile 2014    | Mayflower - Vilonia, Arkansas                                                                                                 | 16    | Secondo il report non è chiaro se i danni peggiori fossero di livello EF5                                 |
| 10 dicembre 2021  | Woodland Mills - Cayce - Mayfield - Princeton - Dawson Springs - Bremen - McDaniels, Tennessee-Kentucky.                      | 57    | Danni EF5 non confermati                                                                                  |
| 24 marzo 2023     | Rolling Fork - Silver City, Mississippi                                                                                       | 17    | Possibili ma non confermati danni EF5 su una singola struttura nella cittadina di Rolling Fork            |